# Robert Harting
Robert Harting (* 18. října 1984, Chotěbuz, NDR) je německý diskař.
V roce 2001 získal stříbrnou medaili na mistrovství světa v atletice do 17 let. V roce 2005 se stal v německém Erfurtě mistrem Evropy do 23 let. V následujícím roce se zúčastnil evropského šampionátu v Göteborgu, kde však neprošel sítem kvalifikace. O rok později se stal v Ósace vicemistrem světa.
Na letních olympijských hrách 2008 v Pekingu skončil na čtvrtém místě, když nejdále poslal disk do vzdálenosti 67,09 m. Bronzový Virgilijus Alekna z Litvy hodil disk o sedmdesát centimetrů dál. V roce 2009 na světovém šampionátu v Berlíně vybojoval v domácím prostředí (bydlí v Berlíně) titul mistra světa výkonem 69,43 m. Na světovém šampionátu v roce 2011 v Tegu titul obhájil.
Robert Harting je známý tím, že vítězství slaví roztrháním dresu na vlastním těle. A obvykle celou následující noc v barech v okolí dějiště akce, kde rozhodně nedodržuje "správnou atletickou životosprávu".

## Osobní rekordy
- Vrh koulí - 18,63 m
- Hod diskem - 70,66 m